# Princípios da Eficiência Organizacional
Os Princípios da Eficiência Organizacional são uma teoria administrativa desenvolvida no livro The Twelve Principles of Efficiency (1911), escrito por Harrington Emerson(2 de Agosto de 1853 – 2 de Setembro de 1931). Esse livro foi clássico e atualmente é estudado nas teorias da Administração.
Harrington Emerson foi um dos auxiliares de Frederick Taylor e responsável pela popularização da Teoria da Administração Científica. Seus principais trabalhos foram a Simplificação dos métodos de estudo desenvolvidos por Taylor e o Desenvolvimento dos primeiros trabalhos sobre seleção e recrutamento de trabalhadores. Contribuiu no tema da eficiência dos sistemas de engenharia industrial.

## Doze Princípios da Eficiência
Ele discutiu o projeto eficiência da organização através de 12 princípios: 

1. ideais bem definidas; 

2. senso comum; 

3. conselho competente; 

4. disciplina; 

5. acordo justo; 

6. registros confiáveis, imediatos e adequados; 

7. despachos; 

8. normas e horários; 

9. condições padronizadas; 

10. operações padronizadas; 

11. instruções-padrão da prática escrita; 

12. eficiência-recompensa. 